# Вулиця Станіслава Монюшка (Тернопіль)
Вулиця Станіслава Монюшка — вулиця в мікрорайоні «Старий парк» міста Тернополя. Названа на честь польського композитора Станіслава Монюшка.

## Відомості
Розпочинається від перехрестя вулиць Вояків дивізії «Галичина» та Шопена, пролягає на північ, де відразу після примикання вулиці Зеленої продовжується вулицею Миколи Лисенка. На вулиці розташовані переважно приватні будинки. Рух по вулиці односторонній — від вулиці Миколи Лисенка до вулиці Шопена, для проїзду в зворотному напрямку потрібно скористатись вулицею Зеленою.